# Mariefreds station
Mariefreds station (Mfd) är en järnvägsstation vid Storgatan 25 i tätorten Mariefred i Strängnäs kommun, Södermanlands län. Stationen invigdes den 30 september 1895 för Norra Södermanlands Järnväg. Efter ombyggnad till smalspår 1966 trafikeras stationen av museijärnvägen Östra Södermanlands Järnväg. Den gamla järnvägsstationen i Mariefred och bangården med sina historiska byggnader är sedan dess centrum för museijärnvägen.

## Historik
Under slutet av 1800-talet pågick stora utbyggnader av det svenska järnvägsnätet, både i statlig och i privat regi. I Eskilstunaregionen behövdes en förbindelse med det statliga stambanenätet. Därför bildades det privata bolaget Norra Södermanlands Järnväg (NrSIJ) som skulle anlägga och driva järnvägslinjen mellan Saltskog station i Södertälje och Eskilstuna med en bibana från Läggesta till Mariefred och vidare till ortens ångbåtsbrygga.

## Stationen

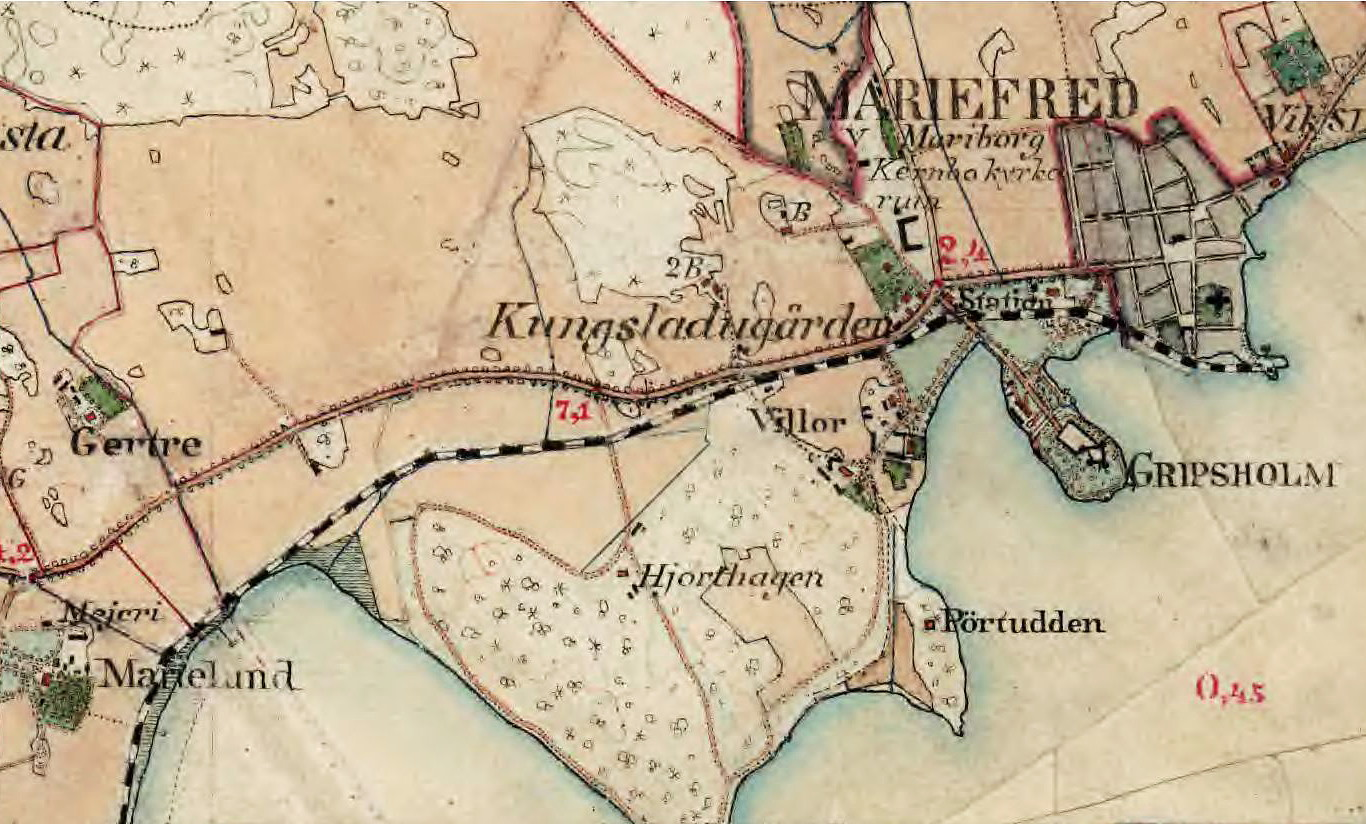
Mariefreds station och spåret, 1890-tal.

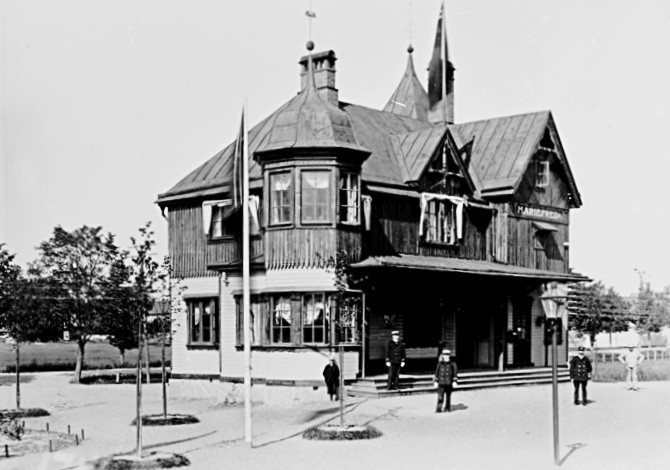
Stationshuset 1897.

Norra Sörmlands järnväg med stationshuset i Mariefred och bibanan via Läggesta (nuvarande Läggesta Nedre station) invigdes den 30 september 1895 av kung Oscar II. Stationshuset uppfördes i trä i två våningar och motsvarade tidens smak med asymmetri, hörntorn, branta, plåtklädda takfall samt flera frontespiser. Fasaderna kläddes med träpanel som målades i ljus kulör i höjd med bottenvåning och mörk kulör däröver. Idag är färgsättningen gula fasader med mörkgröna och vita målade detaljer samt ljusgrönt tak. 
När stationen var nybyggd disponerade stationsinspektoren hela övervåningen som bostad. Sedan Östra Södermanlands Järnväg övertog anläggningen fungerar den gamla stinsvåningen som kök och sällskapslokaler för personalen vid museijärnvägen. På nedre våningen ligger väntsal samt tåg- och biljettexpedition. Här fanns ursprungligen även inlämning för resgods. Väntsalens ena biljettlucka samt stationsuret är hämtade från stationshuset i Jönköping östra.
Bangården i Mariefred rymmer förutom stationsbyggnaden även det rödmålade före detta godsmagasinet. Idag finns här Jernvägscaféet med försäljning av souvenirer och järnvägslitteratur samt ett litet museum med historia från Sveriges banor med 600 millimeters spårvidd. Länge västerut har järnvägen sina lokstall och mittemot stationshuset står ett litet rött vattentorn från 1982 som matar vattenhästen för tankning av ångloken med vatten.

## Nedläggning och museitrafik
På bibanan mellan Mariefred och Läggesta tog 1929 en dieselmotorvagn över trafiken, som upprätthölls i SJ:s regi till 1964. Efter ett riksdagsbeslut 25 november 1965 överläts SJ:s anläggningar mellan Läggesta och Mariefred till Museiföreningen Östra Södermanlands Järnväg. Föreningen rev upp normalspåret och i stället lades ett 600 mm smalspår. Sedan juli 1966 bedrivs sommartid museitrafik på sträckan som därmed är Sveriges äldsta museibana. Mariefreds station är sedan dess centrum för museijärnvägen med personalrum och verkstäder. Mariefred trafikeras vissa dagar under perioden maj till september. Flest avgångar är det i juli.

## Bilder, exteriör

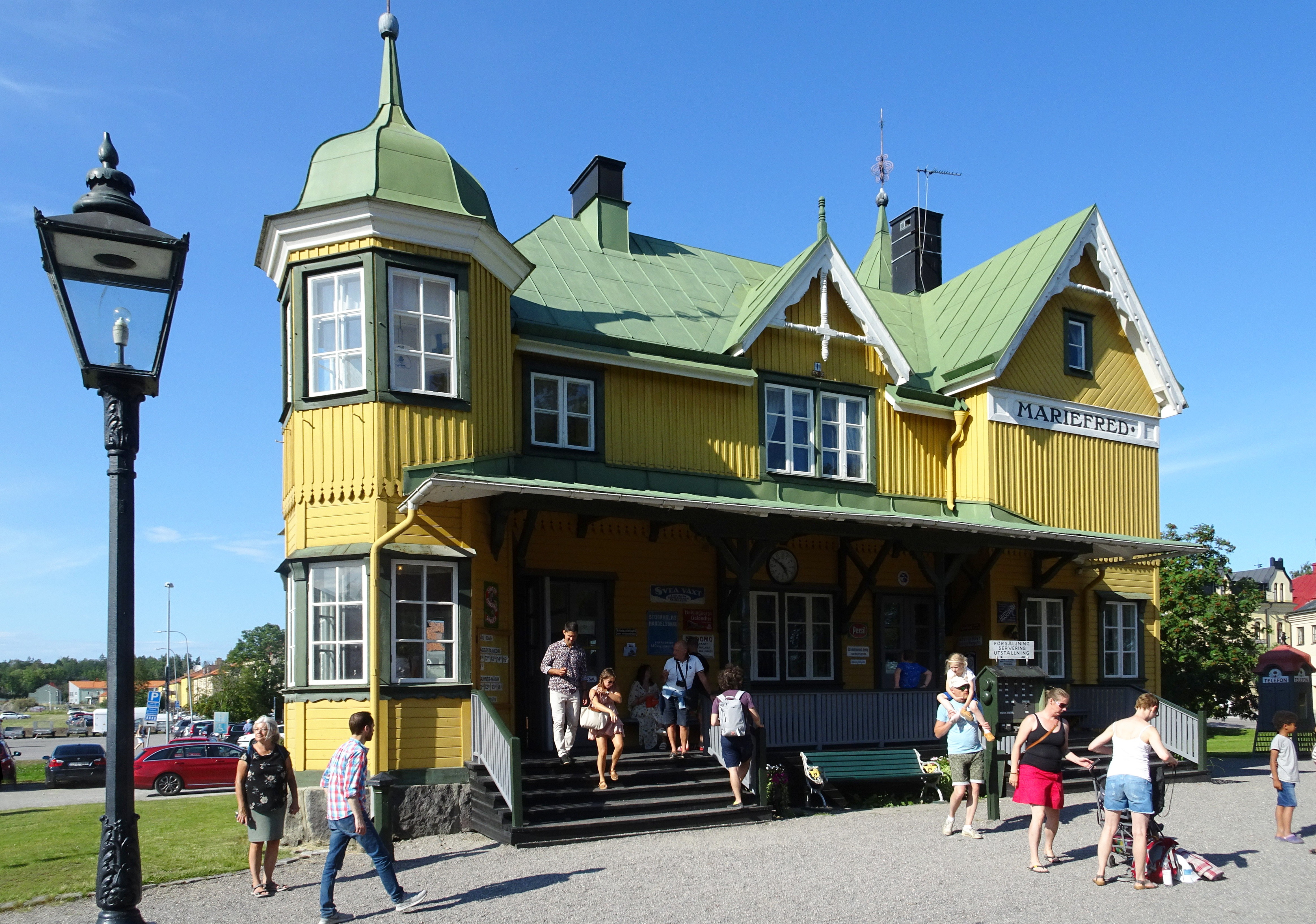
Stationshuset från öster och spårområdet.
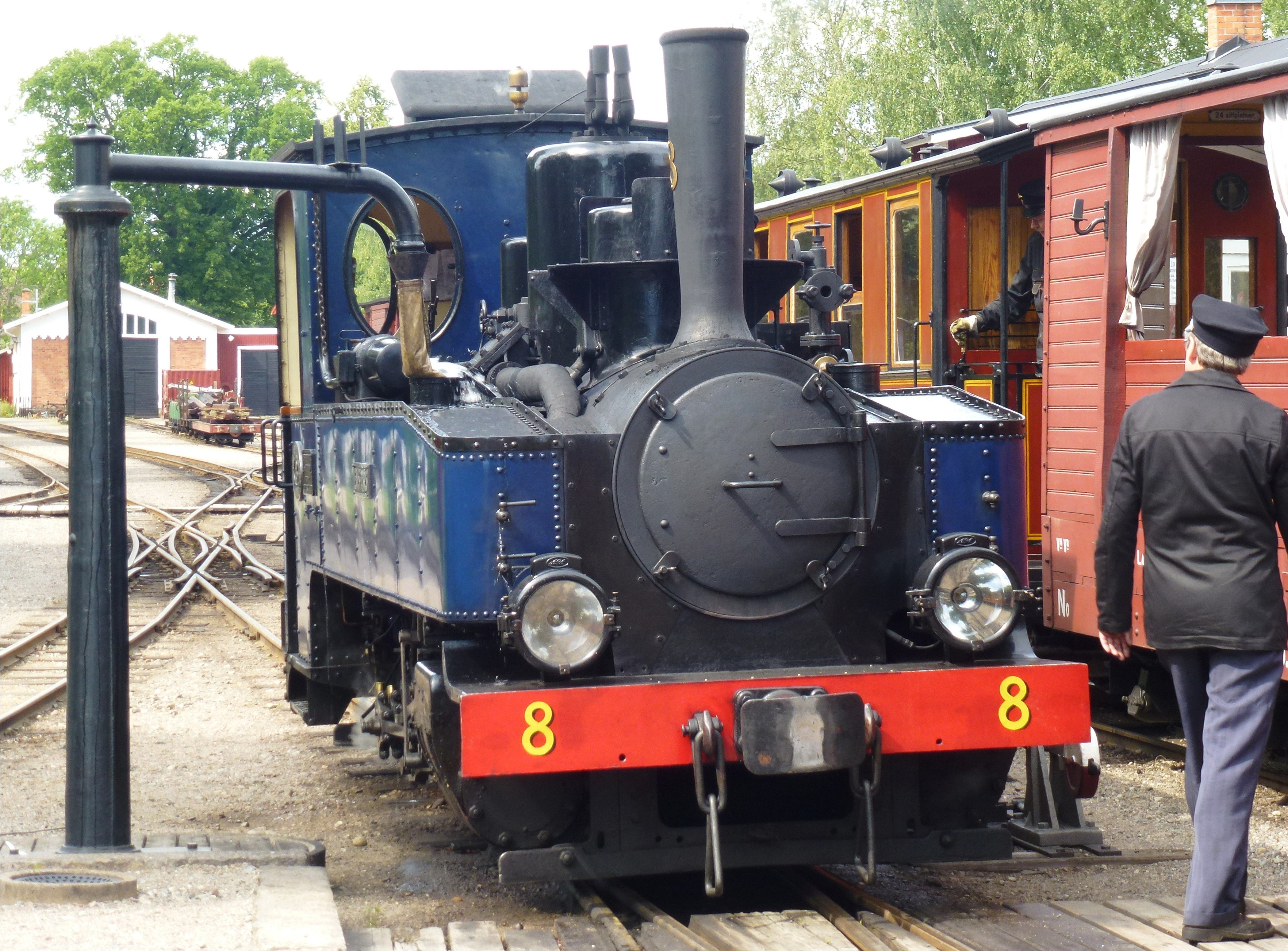
Lok nr 8, "Emsfors" med vattenhäst och lokstall.
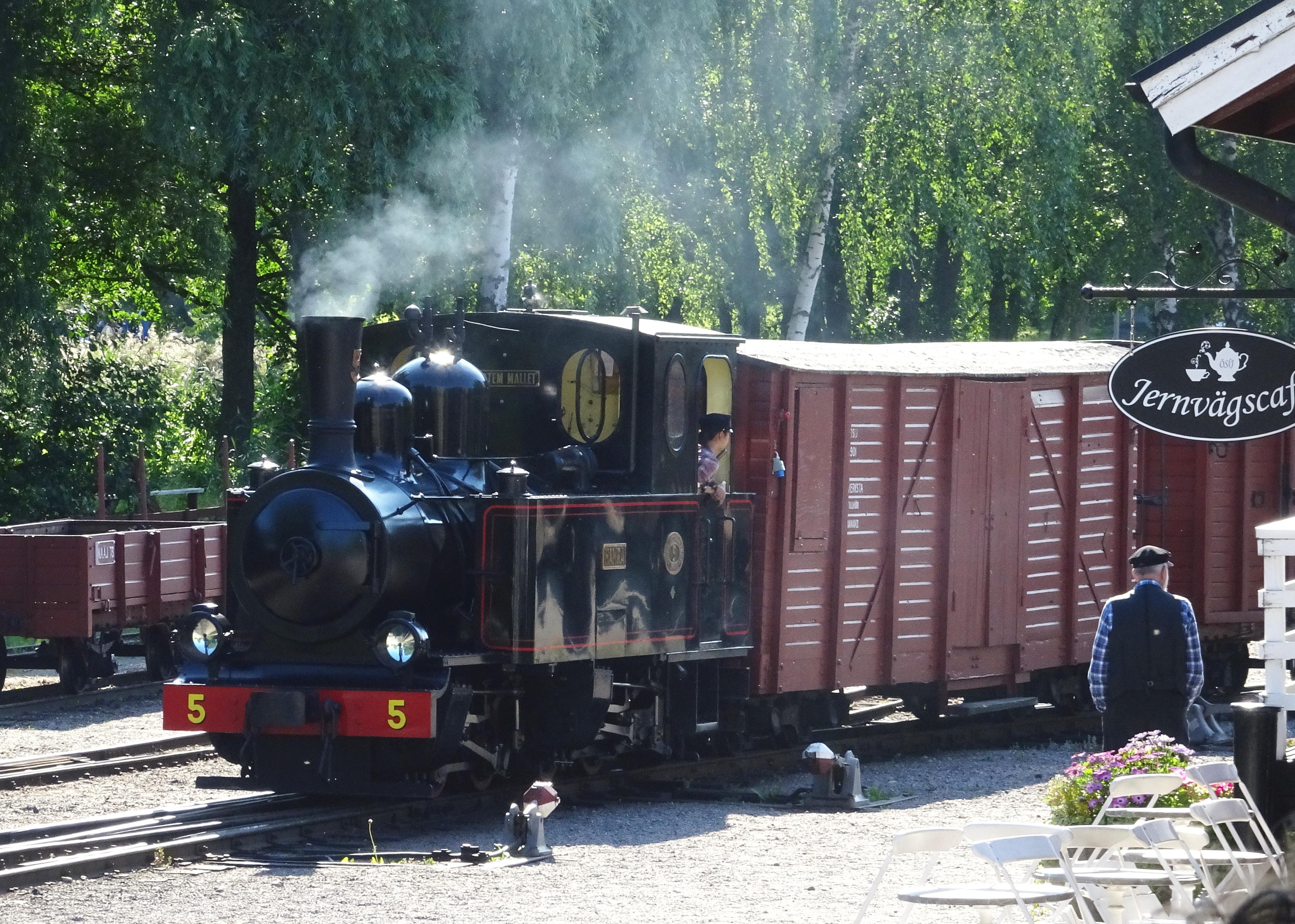
Lok nr 5, Hamra" vid Jernvägscaféet.
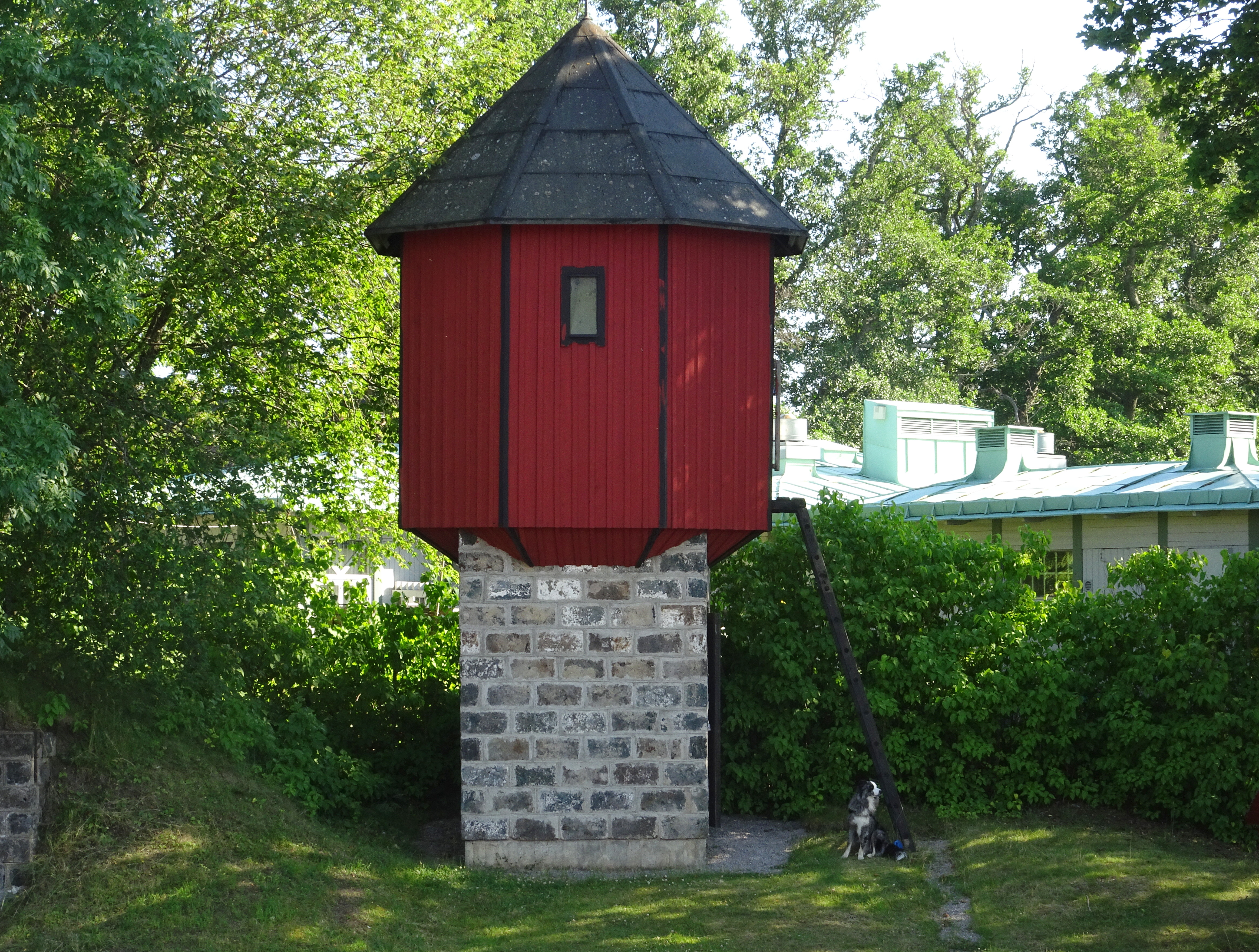
Vattentornet är från 1983.
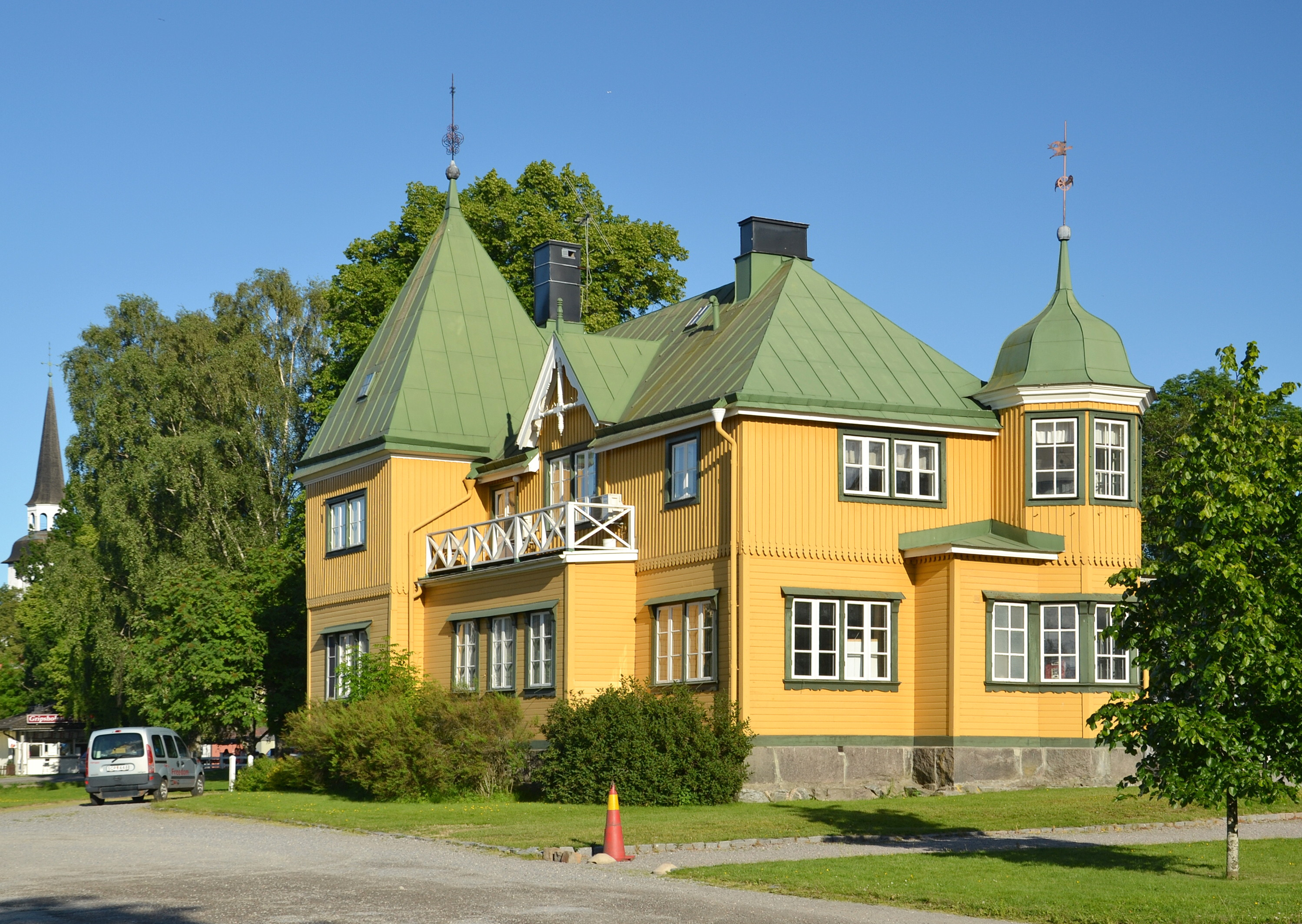
Stationshuset från väster och Storgatan.

## Bilder, interiör

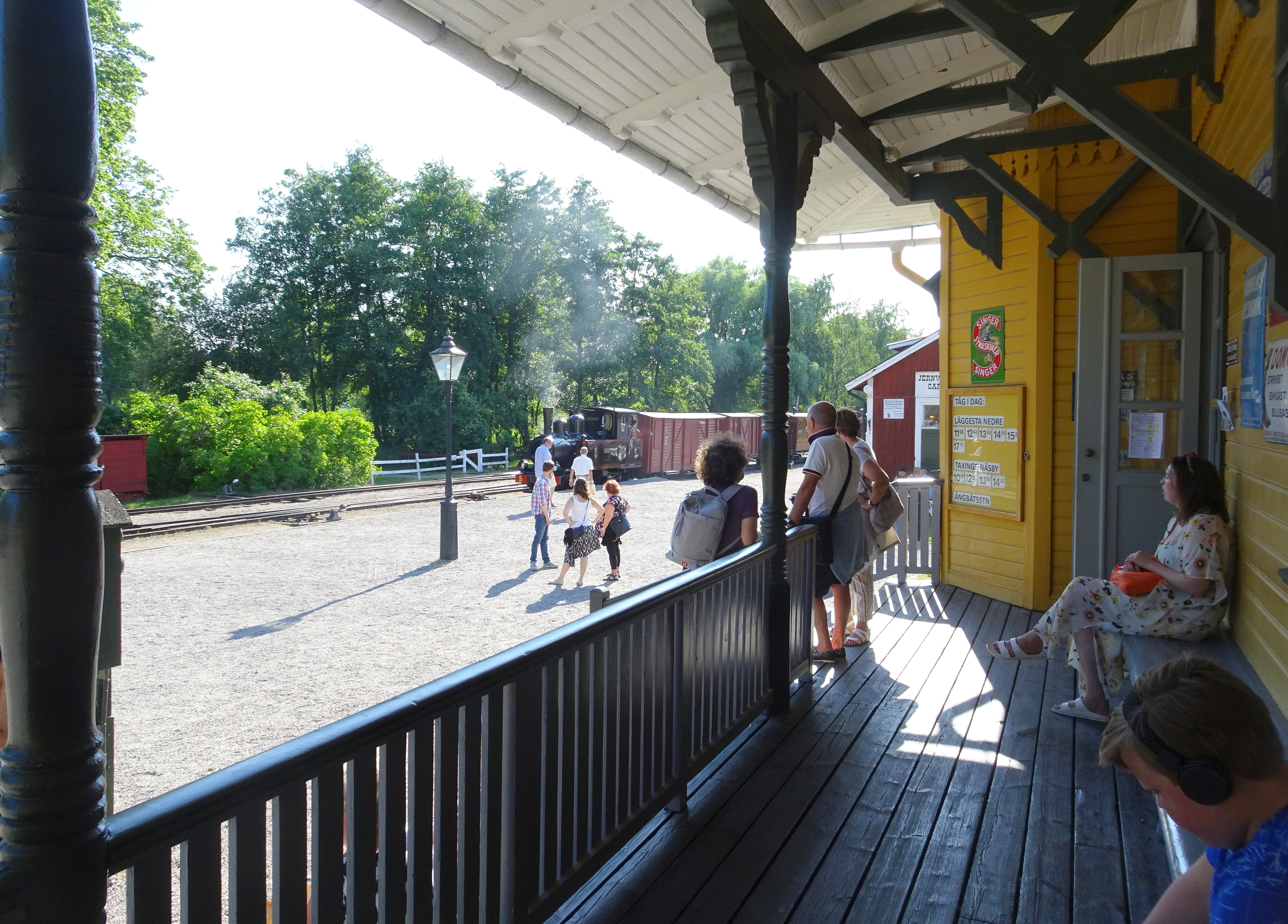
Verandan utanför väntsalen.
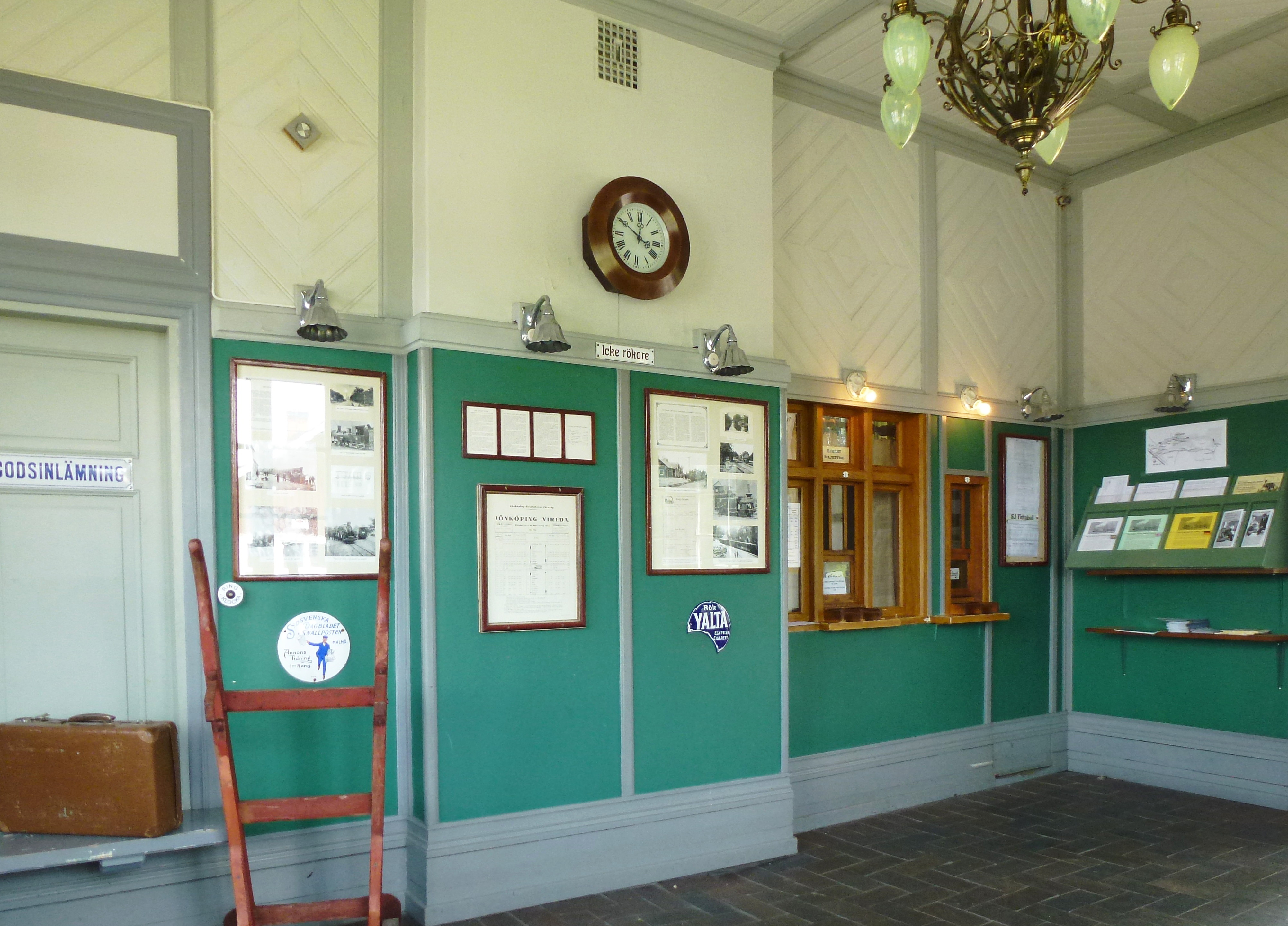
Väntsalen, godsinlämning och biljettluckan.
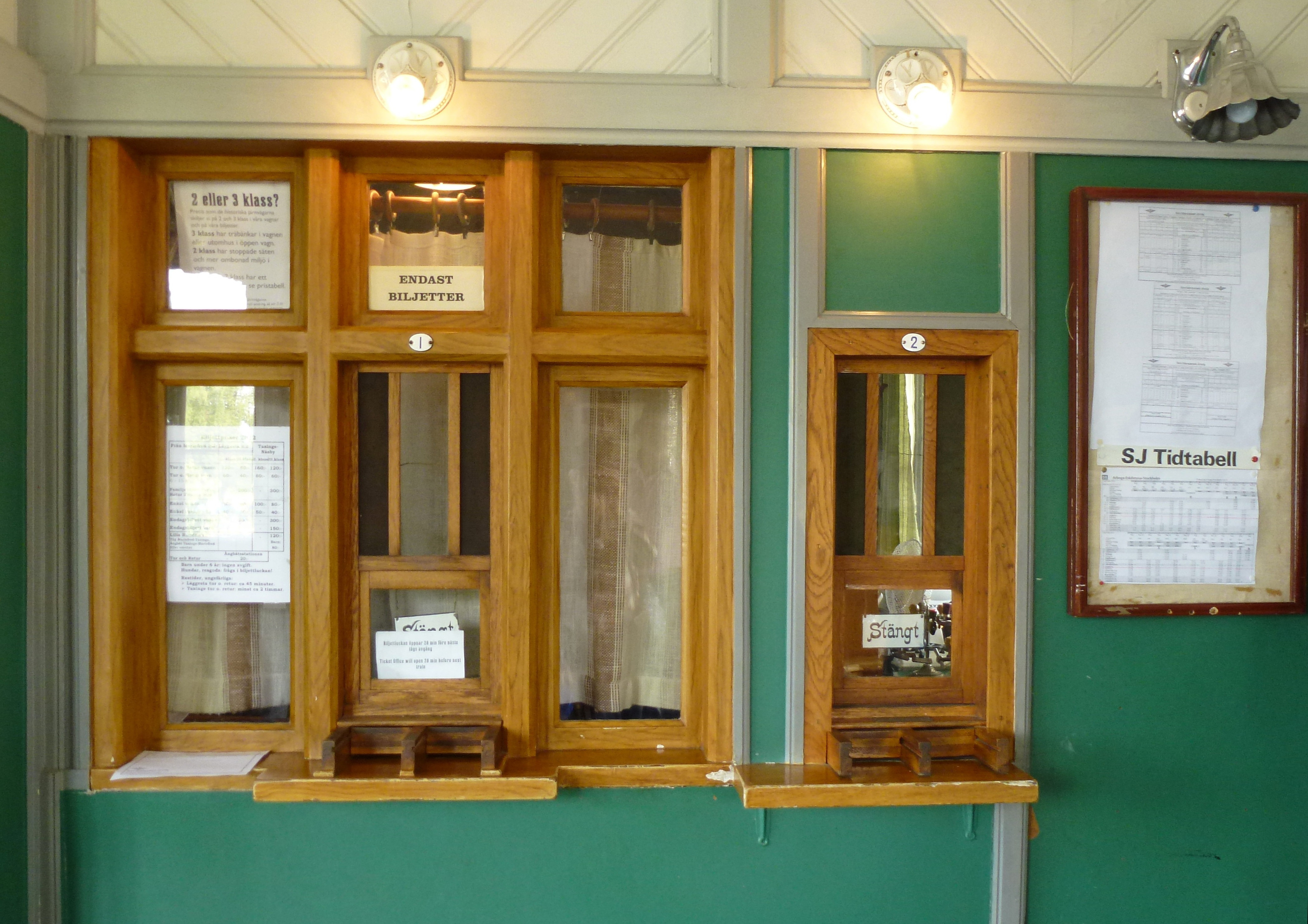
Biljettluckan.
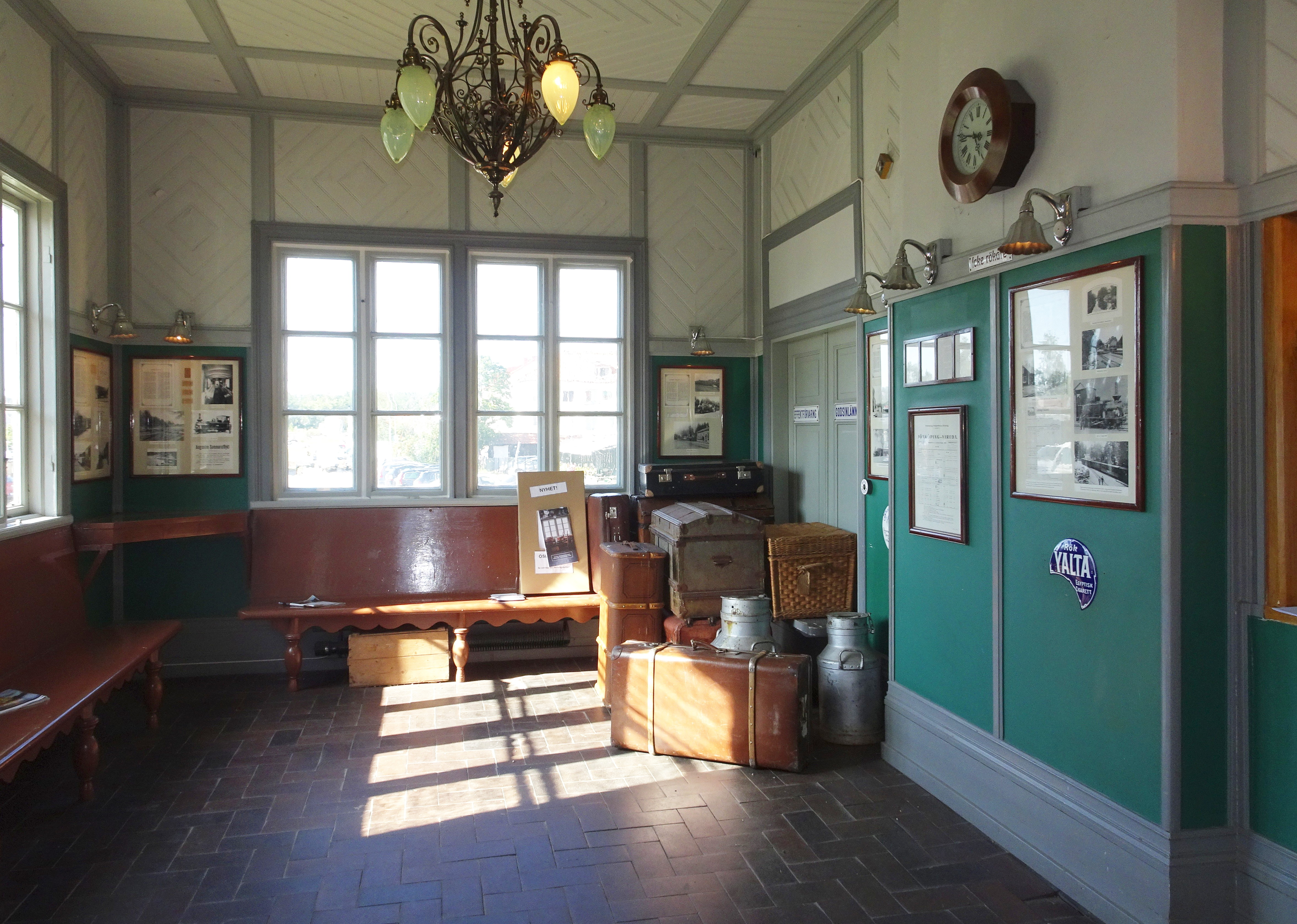
Väntsalen med tidstypiskt resegods.
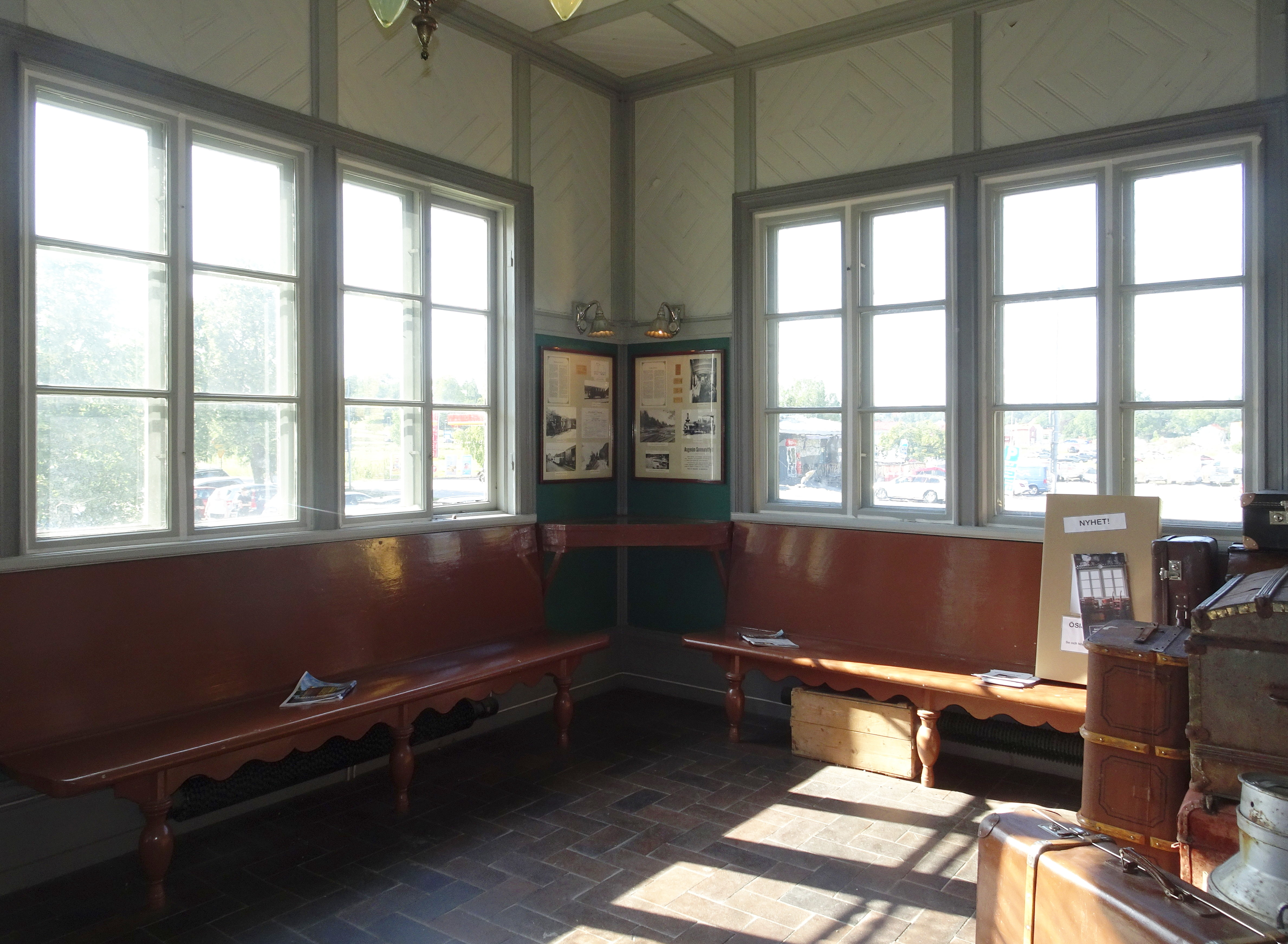
Väntsalen, fönster ut mot Storgatan.